# Radoňovice
Radoňovice (německy Radonowitz) je malá vesnice, část města Hodkovice nad Mohelkou v okrese Liberec. Nachází se asi dva kilometry východně od Hodkovic nad Mohelkou. Radoňovice je také název katastrálního území o rozloze 0,51 km².

## Historie
První písemná zmínka o vesnici pochází z roku 1559.